# The Mission
The Mission är en brittisk film från 1986 i regi av Roland Joffé. Filmen blev vinnare av Guldpalmen vid filmfestivalen i Cannes 1986. På Oscarsgalan 1987 vann den för bästa foto och den nominerades till ytterligare sex Oscar för bästa film, bästa regi, bästa filmmusik, bästa scenografi, bästa kostym och bästa klippning.

## Handling
Filmen utspelas på 1700-talet i Sydamerikas djungler, i gränstrakterna mellan dagens Argentina och Brasilien. Fader Gabriel (Jeremy Irons) är en Jesuitpräst som grundar en missionsstation i den ogenomträngliga djungeln ovanför Iguazúfallen, och omvänder Guaraní-indianerna till kristendomen. Rodrigo Mendoza (Robert De Niro) är en legosoldat och slavhandlare som rövar bort indianer för att sälja dem som slavar. En dag dödar Mendoza sin egen bror i en duell över en kvinna. Förkrossad över vad han gjort, gör han bot hos Jesuitprästen. Mendoza får släpa en tung börda genom djungeln, ända till missionsstationen i Guaranís område. Mendoza byter sida och blir upptagen i Jesuitorden. 
I ett fördrag har Portugals och Spaniens kungar bestämt att gränsen mellan deras kolonier ska gå längs Iguazúfloden, och missionsstationen kommer då att hamna på portugisiskt område, något som oroar jesuiterna, eftersom Portugal bestämt sig för att ta indianerna som slavar, medan Spanien bestämt att de ska omvändas till kristendomen. Ett sändebud från Vatikanen, Altamirano (Ray McAnally), anländer till området för att ta beslut om vad som ska ske med jesuiternas missionsstationer. Altamiranos dilemma är att om han låter missionsstationerna fortsätta med sin verksamhet, kommer Jesuitorden att bli förbjuden i hela den portugisiska maktsfären. 
Altamirano beordrar att missionsstationen ska stängas, något som vare sig Mendoza, fader Gabriel eller Guaraní-indianerna kan acceptera. Mendoza och några andra jesuitbröder bryter sitt icke-våldslöfte och bestämmer sig för att tillsammans med indianerna försvara missionsstationen med våld. Fader Gabriel och ett antal indianer väljer icke-våldets försvar. När kolonisterna anfaller stationen slutar striden med att alla blir dödade, utom ett antal barn som i filmens slut paddlar iväg från den nedbrända missionsstationen.

## Rollista (i urval)
- Robert De Niro - Rodrigo Mendoza
- Jeremy Irons - Father Gabriel
- Ray McAnally - Altamirano
- Aidan Quinn - Felipe
- Cherie Lunghi - Carlotta
- Ronald Pickup - Hontar
- Chuck Low - Cabeza
- Liam Neeson - Fielding
- Monirak Sisowath - Ibaye